# Vedad Ibišević
Vedad Ibišević, född 6 augusti 1984 i Vlasenica, Jugoslavien, är en bosnisk före detta fotbollsspelare.

## Karriär
Vedad Ibišević skrev kontrakt för FC Baden 2000, varefter han spelade i amerikanska lag efter flytt till USA. År 2004 skrev han kontrakt med Paris Saint-Germain FC och 2005 med Dijon FCO. I maj 2006, skrev han på ett 3-årskontrakt för Alemannia Aachen och den 12 juli 2007 flyttade han till ett annat tyskt klubblag, TSG 1899 Hoffenheim. 
I säsongen 2008/2009 gjorde Ibišević en anmärkningsvärd prestation i Bundesliga när han ledde skytteligan med 18 mål på 16 matcher. Han blev skadad innan säsongen började efter vinteruppehållet och var därmed tvungen att vila i 6 månader.
Den 3 september 2020 värvades Ibišević av Schalke 04, där han skrev på ett ettårskontrakt. I november 2020 meddelade Schalke att Ibišević kontrakt skulle brytas den 31 december 2020.